# 忠县长江大桥
忠县长江大桥是重庆市忠县的一座跨越长江上的公路桥梁，该桥位于忠县县城忠州镇，是忠县城区连接长江对岸的主要通道。大桥1998年11月开工建设，2001年8月29日建成通车。

## 技术参数
大桥全长1200m，主跨560m，引桥639.73m,宽18m，桥型为加劲桁架悬索桥。